# جوردن ألان
جوردن ألان (بالإنجليزية: Jordan Allan)‏ (20 أكتوبر 1998 في المملكة المتحدة - ) هو لاعب كرة قدم بريطاني في مركز الهجوم. لعب مع وولفرهامبتون واندررز وأردريونيانز.

## وصلات خارجية
- جوردن ألان على موقع قاعدة بيانات كرة القدم.إي يو (الإنجليزية)
- جوردن ألان على موقع Soccerway.com (الإنجليزية)